# Michel Deville
Michel Deville, född 13 april 1931 i Boulogne-Billancourt, Île-de-France, död 16 februari 2023 i samma stad, var en fransk filmregissör och manusförfattare.

## Utmärkelser
Deville har bland annat fått Louis Delluc-priset två gånger och Césarpriset två gånger.

## Filmografi i urval
- 1963 – För en kvinnas skull (manus och regi)
- 1967 – Å ett sånt härligt sex (regi)
- 1971 – Raphaël ou le débauché (regi)
- 1972 – Kvinnan i blått (manus och regi)
- 1974 – Bli rik och ligga med flickor (manus och regi)
- 1978 – Le dossier 51 (regi)
- 1985 – Farlig lek (manus och regi)
- 1988 – Franska stunder (manus och regi)
- 1992 – Min ängel (regi)
- 1999 – La Maladie de Sachs (manus och regi)